# Bingham (månekrater)
Bingham er et nedslagskrater på Månen. Det befinder sig på på Månens bagside og er opkaldt efter den amerikanske opdagelsesrejsende og senator Hiram Bingham (1875 – 1956).
Navnet blev officielt tildelt af den Internationale Astronomiske Union (IAU) i 1976. 
Krateret observeredes første gang i 1965 af den sovjetiske rumsonde Zond 3.

## Omgivelser
Binghamkrateret ligger sydøst for det langt større Lobachevskiykrater. Nordøst for Bingham ligger Guyotkrateret, og omkring en kraterdiameter mod syd-sydøst ligger Katchalskykrateret.

## Karakteristika
Det er et omtrent cirkulært krater med en let udadgående udbuling langs den sydøstlige side. Den nordvestlige del af Binghams rand er delvis dækket af "udkastninger" fra Lobachevsky

## Satellitkratere
De kratere, som kaldes satellitter, er små kratere beliggende i eller nær hovedkrateret. Deres dannelse er sædvanligvis sket uafhængigt af dette, men de får samme navn som hovedkrateret med tilføjelse af et stort bogstav. På kort over Månen er det en konvention at identificere dem ved at placere dette bogstav på den side af satellitkraterets midte, som ligger nærmest hovedkrateret. Binghamkrateret har følgende satellitkratere:
| Bingham | Længde | Bredde   | Diameter |
| ------- | ------ | -------- | -------- |
| H       | 7,5° N | 116,2° Ø | 26 km    |

## Måneatlas
- Billeder af Binghamkrateret i LPI-måneatlasset